# Iván Maiski
Iván Mijáilovich Maiski (en ruso: Ива́н Миха́йлович Ма́йский, rusificación de su nombre de nacimiento polaco Jan Lachowiecki ; Kirílov, gobernación de Nóvgorod, Imperio ruso, 19 de enero de 1884-Moscú, URSS, 3 de septiembre de 1975) fue un diplomático, historiador y político soviético. Fue embajador en Londres de 1932 a 1943.

## Biografía
Iván Maiski nació de padre judío polaco y madre rusa en el Imperio ruso. Sus primeras actividades revolucionarias llevaron a su expulsión de la Universidad de San Petersburgo en 1902. Después de un exilio interno en Siberia, viajó a Europa Occidental donde aprendió inglés y francés. Se mudó a Alemania en 1908 y obtuvo una licenciatura en economía de la Universidad de Múnich en 1912, luego en Londres de 1912 a 1917, donde se asoció con la amistad con Gueorgui Chicherin y Maksim Litvínov. A medida que su inglés mejoró, su círculo de amistad se amplió a George Bernard Shaw, H. G. Wells y Beatrice Webb.
Durante la Segunda Guerra Mundial, Maiski estaba presionando a Gran Bretaña para que abriera un segundo frente contra los alemanes en el norte de Francia. Mantuvo estrecho contacto con Winston Churchill y Anthony Eden y visitaba personalmente el Ministerio de Relaciones Exteriores todos los días para recibir las últimas noticias.